# Потийская военно-морская база
Потийская военно-морская база (сокращённо Потийская ВМБ) — разнородное объединение Черноморского флота ВМФ СССР, существовавшее в 1941—1976 годах. После 1976 года база была переформирована в бригаду охраны водного района.

## История
База была сформирована 5 апреля 1941 года после передислокации в Поти Батумской военно-морской базы, ставшей именоваться Потийской. В операционную зону базы входили участок побережья от границы с Турцией до Адлера и прилегающие воды Чёрного моря. В боевой состав Потийской ВМБ входили: два дивизиона подводных лодок, дивизион эсминцев (два вымпела), бригада торпедных катеров (12 вымпелов), дивизион сторожевых катеров (23 катера), соединение охраны водного района, четыре батареи береговой обороны и шесть зенитных батарей, а также службы и учреждения.
После перебазирования в Поти главных сил Черноморского флота и ряда его учреждений в октябре 1941 года Потийская ВМБ стала фактически, а затем с 3 октября 1942 года и официально, главной базой Черноморского флота (Кавказского морского оборонительного района ЧФ). На 19 июля 1942 года на Потийскую ВМБ базировалась эскадра Черноморского флота в составе: линкор «Парижская коммуна», бригада крейсеров (пять вымпелов), 1-й дивизион эсминцев (шесть вымпелов), 2-й дивизион эсминцев (два эсминца, два сторожевых корабля) базировался на Туапсе. Решением командира базы на реке Хопи был оборудован временный пункт базирования для малых кораблей, катеров и подводных лодок, где базировалось до 170 вымпелов. Этот пункт базирования функционировал и в послевоенное время.
В период 1941—1943 годов Потийская ВМБ занималась выполнением задач обеспечения Черноморского флота, ведущего боевые действия на море и содействующего войскам Закавказского, Кавказского, Крымского и Южного фронтов при проведении оборонительных и наступательных операций с высадкой морских десантов. Корабли и суда базы несли дозорную службу, проводили конвоирование транспортов и других судов, проводили траление фарватеров на подходах к пунктам базирования, участвовали в морских десантных операциях.
Осенью 1943 года часть кораблей соединений Черноморского флота перешла из Поти в Туапсе и Новороссийск. Осенью 1944 года после освобождения Крыма основные силы флота вернулись в Севастополь, повторно ставший главной базой флота, тогда как Потийская ВМБ этот статус утратила.
7 февраля 1945 года Потийская ВМБ была переформирована в Кавказский морской оборонительный район, а 24 июня 1947 года последний был вновь переформирован в Потийскую ВМБ.
Лучшим кораблём базы был сторожевой корабль СКР «Шквал». Командир корабля Герой Советского Союза капитан 3-го ранга Быков В.И., командир минно-торпедной части капитан-лейтенант Тхагапсов М.М..

Экипаж СКР «Шквал»: командир корабля Быков, Василий Иванович (Герой Советского Союза), (справа) командир минно-торпедной части лейтенант Тхагапсов М.М., (сидит) командир штурмовой части лейтенант Киль В. с командой. Потийская ВМБ ЧФ 1951.

1 ноября 1960 года на базе 352-го дивизиона кораблей ПЛО Потийской ВМБ была сформирована 184-я бригада кораблей ПЛО, а с 1 сентября 1976 года Потийская ВМБ была переформирована в 184-ю бригаду ОВРа. В состав бригады ОВРа на 14 мая 1992 года входили: 181-й дивизион противолодочных кораблей, 182-й дивизион тральщиков, 39-й дивизион десантных кораблей, 82-й дивизион учебных кораблей, береговая база бригады, 843-й ОТФ, радиотехническая рота в Батуми, 841-й отдельный гвардейский противолодочный вертолётный полк (восемь вертолётов, батальон связи и авиационная техническая база).
С выведением из Поти в конце 1992 года сил Черноморского флота и передислокацией их в Новороссийск 184-я бригада ОВРа продолжила свою службу в составе Новороссийской Военно-Морской Базы.

## Командиры базы
Базой в различное время командовали:

### Командиры Потийской ВМБ
- июль 1941— сентябрь 1943 — генерал-майор Куманин Михаил Фёдорович;
- октябрь 1944— февраль 1945 — контр-адмирал Филиппов Андрей Михайлович;
- февраль 1945—октябрь 1947 — контр-адмирал Марков Филипп Савельевич;
- октябрь 1947—7 августа 1948 — вице-адмирал Кулишов Илья Данилович;
- 1948—1952 — контр-адмирал Чинчарадзе Михаил Захарович;
- 1952—1955 — контр-адмирал Антонов Михаил Иванович;
- 1955—1958 — контр-адмирал Жуков Евгений Николаевич;
- 1958—1960 — контр-адмирал Савельев Фёдор Иванович;
- 1960—1962 — контр-адмирал Балакирев Константин Михайлович;
- 1962—1965 — контр-адмирал Копылов Яков Васильевич;
- 1965—1972 — контр-адмирал Пахальчук Фёдор Ефремович;
- 1972—1975 — контр-адмирал Цаллагов Пантелей Константинович;

### Командиры 184-й бригады ОВРа
- 1976—1982 — капитан 1 ранга Решётников Н.;
- 1982—1988 — капитан 1 ранга Воронков Валерий   Максимович;
- 1988—1992 — капитан 1 ранга Цубин Александр Сергеевич;
- 1992 — капитан 1 ранга Кищин Василий Иванович.